# Вальдальєр
Вальдальєр (фр. Valdallière) — муніципалітет у Франції, у регіоні Нижня Нормандія, департамент Кальвадос. Вальдальєр утворено 1 січня 2016 року шляхом злиття муніципалітетів Берньєр-ле-Патрі, Бюрсі, Шендолле, Ле-Дезер, Естрі, Моншам, П'єрр, Прель, Ла-Рок, Рюллі, Сен-Шарль-де-Персі, Ле-Тей-Бокаж, Вассі i В'єссуа. Адміністративним центром муніципалітету є Вассі. Населення — 5699 осіб (01.01.2021).

## Громади-побратими
- Тріфенштайн (нім. Triefenstein), Німеччина